# Los Alisos
Los Alisos es una localidad argentina ubicada en los departamentos Doctor Belgrano y San Antonio de la Provincia de Jujuy. Se encuentra en el cruce de la Ruta Provincial 8 y la Ruta Nacional 9, 9 km al sur de San Salvador de Jujuy y prácticamente conurbada con esta por Alto Comedero. En el censo de 2001 figura como localidad Loteo Navea, el cual es un barrio de esta localidad ubicado al este de la Ruta Nacional 9, mientras que el resto de la localidad se desarrolla casi linealmente sobre la Ruta 8 y el río Los Alisos, hasta llegar al Dique Los Alisos, a 6 km del barrio Navea. Este barrio lleva dicho nombre por el dueño de las tierras que las cedió para la urbanización; en ella existe una escuela secundaria.
La zona tiene un alto flujo de turismo por el Dique Los Alisos, y también se construyeron varios barrios cerrados o de fin de semana.